# Минх, Николай Николаевич
Николай Николаевич Минх (1838—1918) — российский юрист и публицист.

## Биография
Родился в 1838 году в сельце Елизаветино (Вербки) Липецкого уезда Тамбовской губернии (ныне село Аннино Грязинского района Липецкой области). Происходил из обрусевшего немецкого рода. Отец, Николай Андреевич Минх, был потомственным дворянином, майором в отставке. Мать, Варвара Борисовна (ок. 1814 — 1892) – дочь полковника Бориса Карловича Бланка, помещика, который жил в Елизаветино с 1812 года. В семье Николая Андреевича и Варвары Борисовны Минх было четверо сыновей: Александр (1833-1912), Пётр (1834 — ок. 1911), Григорий (1835-1896) и Николай и дочь Анна.
В августе 1843 года семейство Минхов переехало на постоянное жительство в свое имение в селе Колено Аткарского уезда Саратовской губернии. Николай Минх окончил Саратовскую мужскую гимназию, а в 1863 году — юридический факультет Императорского Санкт-Петербургского университета (действительным студентом по административному разряду).
Жил и работал в Саратове: служил судебным следователем Аткарского уезда Саратовской губернии, канцелярским чиновником Аткарского уездного предводителя дворянства; с 1869 года был товарищем Саратовского губернского прокурора, с 1871 года — товарищем прокурора Саратовского окружного суда. Участвовал в редакционных комиссиях по отмене крепостного права, был членом Саратовской губернской земской управы (1866—1878), Саратовской судебной палаты, Саратовского отделения Попечительства императрицы Марии Фёдоровны о глухонемых (1910—1914).
Был одним из учредителей Саратовской учёной архивной комиссии, а также её председателем (сентябрь 1909 — апрель 1915).
С 1 января 1900 года — действительный статский советник. Был награждён орденами Св. Анны 2-й ст. (1896), Св. Владимира 3-й ст. (1905), Св. Станислава 1-й ст. (1910).
Умер 23 сентября 1918 года[по какому календарю?].
Имел четверых детей. Его внук — Николай Григорьевич Минх (1912—1982).